# Álvaro Cervera
Álvaro Cervera Díaz (Santa Isabel, Guinea española, 20 de septiembre de 1965) es un exfutbolista y entrenador hispano-ecuatoguineano. Actualmente dirige al C. D. Tenerife.

## Trayectoria
Nació en Santa Isabel (actual Malabo), en la isla de Fernando Poo, capital de la Guinea Española (actual Guinea Ecuatorial) debido a motivos vinculados con el trabajo de sus padres. De ahí pasó a Santa Cruz de Tenerife, donde vivió parte de su niñez. Asistió al Colegio La Salle San Ildefonso, en la capital tinerfeña, donde llegó a graduarse, y donde comenzó su andadura futbolística, jugando en el humilde patio que dicho colegio poseía en aquel entonces. Álvaro Cervera formó parte de la trigésimo cuarta promoción  de este colegio, que corresponde con la graduación producida en 1982. Posteriormente se trasladó a Cantabria, tierra natal de su madre, con cuya selección autonómica llegó a participar.

### Carrera como jugador
En Tenerife dio sus primeros pasos en el fútbol, jugando en el Alegría y en las categorías inferiores del Tenerife. A la edad de 15 años se trasladó a Cantabria, donde militaría en el To Santis C. F. y en el Rayo Cantabria. En edad juvenil se marchó al Racing de Santander donde verdaderamente se forjó como jugador profesional. Posteriormente jugaría también en otros equipos de Primera División Española: R. C. D. Mallorca, Valencia C. F. y nuevamente en el Racing de Santander. Acabó sus años como futbolista en equipos de categorías amateurs: Águilas C. F., U. D. Almería, C. D. San Fernando y Hércules C. F., y colgó las botas definitivamente en el Ontinyent C. F.
Selección española
Disputó 9 partidos con la Selección española, debutando en un España 2-1 Uruguay en el Estadio Carlos Tartiere de Oviedo un 4 de septiembre de 1991.
Selección cántabra
Jugó en una ocasión con la Selección cántabra en el amistoso Cantabria 3-0 Letonia en los Campos de Sport del Sardinero de Santander el 23 de diciembre de 1997.

### Carrera como entrenador
Inicios
Sus primeros pasos como entrenador los dio en la Escuela de Fútbol de Valencia y como le gustó decidió empezar verdaderamente su etapa como entrenador. Su primera piedra de toque fue en el Catarroja C. F., en la Regional Preferente valenciana, sustituyendo a José Luis Oltra. Realizó una muy buena campaña. Al año siguiente dirigió al Villarreal C. F. Juvenil en División de Honor, aunque no finalizó la temporada. La siguiente campaña volvió al Catarroja C. F. en su regreso a la Tercera División, realizando una buena campaña y dejando el equipo tras la jornada 33 en octava posición.
C. D. Castellón
De ahí dio el salto al C. D. Castellón, en Segunda División B, para afrontar las cinco últimas jornadas de la liga 2004-05. Tras finalizar la temporada en cuarta posición, superó el play-off y consiguió el ascenso a Segunda División. No siguió entrenando a este equipo, pues cambió de dueños y ellos decidieron sustituirle por otro técnico.
U. D. Almansa
En 2006 estuvo media temporada en la U. D. Almansa.
Alicante C. F.
Dirigió al Alicante C. F. en el Grupo III de Segunda División B (temporada 2006-07), sustituyendo en el banquillo del cuadro alicantino a Felipe Miñambres, justo después de que cayera eliminado en el partido decisivo de la eliminatoria de ascenso a Segunda División, frente a la S. D. Ponferradina.
Cultural y Deportiva Leonesa
Después de un año sabático sin dirigir a ningún equipo, en la temporada 2008-09, Álvaro Cervera fue fichado por la Cultural y Deportiva Leonesa, sustituyendo en el cargo a Milo Abelleira y clasificando al equipo para jugar la fase de ascenso a Segunda División.
Real Jaén
Para la temporada 2009-10, firmó por el Real Jaén C. F. del grupo IV de Segunda División B, en la segunda jornada al dimitir su anterior técnico y mánager general Carlos Terrazas. Al final de esa temporada anunció su marcha del equipo jiennense.
Real Unión de Irún
El 31 de diciembre de 2010, por mutuo acuerdo, rescindió el contrato que le unía al Real Unión Club de Irún, club recién descendido a Segunda División B, al que había llegado ese verano.
Recreativo de Huelva y Racing de Santander
En la temporada 2011-12, Cervera fichó con el R. C. Recreativo de Huelva; pero a mitad de temporada, con el equipo situado en el puesto undécimo de la clasificación, se desvinculó de la entidad onubense para incorporarse al Racing de Santander, de la Primera División de España. La contratación por el club cántabro estaba prevista hasta el 30 de julio de 2012. Sin embargo, encontrándose una situación muy complicada, no pudo evitar el descenso del Racing a Segunda a falta de tres jornadas para concluir la Liga y se convirtió en el peor entrenador debutante de la categoría. Consumado el descenso, no fue renovado.
C. D. Tenerife
El 3 de julio de 2012, fue confirmado como entrenador del C. D. Tenerife para la temporada 2012-13, con el objetivo de lograr el ascenso a Segunda División. La buena marcha del equipo chicharrero hizo que Cervera renovara con la entidad por dos temporadas más en marzo de 2013. El conjunto insular logró su meta el 2 de junio de 2013, al superar por un global de 3-2 al C. E. L'Hospitalet en la promoción de ascenso para regresar a la categoría de plata. En la temporada 2013-14, el Tenerife de Cervera logró una cómoda permanencia después de ir claramente de menos a más: comenzó ocupando puestos de descenso las 12 primeras jornadas, pero luego mejoró en la segunda vuelta y llegó a situarse en posiciones de promoción de ascenso. La consecución de la permanencia en la temporada 2013-14, objetivo fijado por el club insular, conllevó la ampliación de su contrato hasta 2018 como técnico del Tenerife. Sin embargo, los malos resultados marcaron la primera vuelta del conjunto canario en la temporada 2014-15; y Cervera fue destituido tras 23 jornadas, dejando al equipo chicharrero 18.º con 24 puntos.
Cádiz C. F.
El 18 de abril de 2016, se anunció su incorporación al Cádiz C. F. a falta de 4 jornadas para concluir la temporada regular. Tras un final de temporada complicado en el que parecía imposible levantar el vuelo, el Cádiz de Álvaro Cervera realizó un "play-off" inmaculado, eliminando a Racing de Ferrol, Racing de Santander y finalmente al Hércules C. F. en la eliminatoria final, consiguiendo el ansiado ascenso del equipo gaditano el 26 de junio de 2016.
En la siguiente temporada, consiguió un meritorio quinto puesto al término de la temporada regular que llevó al conjunto andaluz a disputar la promoción de ascenso a Primera División, cayendo ante el C. D. Tenerife.
El 13 de octubre de 2017, renovó su contrato con el club hasta 2020, antes de concluir la Liga en una solvente 9.ª posición. Posteriormente, el 13 de junio de 2020, volvió a prolongar su contrato hasta el año 2024. Unas semanas más tarde consiguió el ascenso del Cádiz a Primera División, obteniendo la permanencia en la élite en el curso siguiente.
El 11 de enero de 2022, se hizo oficial su destitución, dejando al equipo cadista como 19.º clasificado con 14 puntos en 20 jornadas de Liga.
Real Oviedo
El 18 de octubre de 2022, firmó con el club ovetense por una temporada con opción a una más en función de objetivos. El 11 de mayo de 2023, tras dejar al conjunto asturiano en una sólida 8.ª posición en la Liga, renovó por el Real Oviedo por dos años más. Sin embargo, en septiembre de ese mismo año, fue despedido por los malos resultados cosechados al inicio de la temporada.
Regreso al C. D. Tenerife
El 23 de diciembre de 2024, inició su segundo ciclo en el C. D. Tenerife con la misión del salvar al club insular del descenso. Sin embargo, pese a que llegó a obtener 4 victorias en 5 partidos, no pudo obrar la hazaña de la permanencia.

## Clubes

### Como jugador
| Club                | País   | Temporada |
| ------------------- | ------ | --------- |
| Racing de Santander | España | 1984-1987 |
| R. C. D. Mallorca   | España | 1987-1992 |
| Valencia C. F.      | España | 1992-1995 |
| Racing de Santander | España | 1995-1997 |
| Hércules C. F.      | España | 1997-1998 |
| Águilas C. F.       | España | 1998-1999 |
| Almería C. F.       | España | 1998-1999 |
| C. D. San Fernando  | España | 1999-2000 |
| Ontinyent C. F.     | España | 2000-2001 |

### Como entrenador
- Datos actualizados al último partido dirigido el 9 de enero de 2022.

| Club                         | País   | Temporada     | P   | PG  | PE  | PP  | % v.   |
| ---------------------------- | ------ | ------------- | --- | --- | --- | --- | ------ |
| Catarroja C. F.              | España | 2002-2003     | 34  | 20  | 9   | 5   | 67.64% |
| Villarreal C. F. juvenil A   | España | 2003-2004     | 18  | 9   | 5   | 4   | 59.26% |
| Catarroja C. F.              | España | 2004-2005     | 33  | 12  | 12  | 9   | 48.48% |
| C. D. Castellón              | España | 2005          | 9   | 5   | 2   | 2   | 62.97% |
| U. D. Almansa                | España | 2006          | 20  | 5   | 8   | 7   | 38.33% |
| Alicante C. F.               | España | 2007          | 33  | 15  | 5   | 13  | 50.5%  |
| Cultural y Deportiva Leonesa | España | 2008-2009     | 40  | 20  | 11  | 9   | 59.17% |
| Real Jaén                    | España | 2009-2010     | 41  | 21  | 11  | 9   | 60.16% |
| Real Unión                   | España | 2010          | 24  | 12  | 4   | 8   | 55.56% |
| Recreativo de Huelva         | España | 2011-2012     | 28  | 10  | 6   | 12  | 42.85% |
| Racing de Santander          | España | 2012          | 13  | 0   | 3   | 10  | 7.69%  |
| C. D. Tenerife               | España | 2012-2015     | 110 | 43  | 29  | 38  | 47.88% |
| Cádiz C. F.                  | España | 2016-2022     | 258 | 99  | 84  | 76  | 49.22% |
| Real Oviedo                  | España | 2022-2023     | 40  | 16  | 10  | 14  | 48.33% |
| C. D. Tenerife               | España | 2024-presente |     |     |     |     |        |
| Total                        | Total  | Total         | 701 | 287 | 199 | 216 | 50.4%  |